# Stads kommun
Stads kommun (norska: Stad kommune) är en kommun i Vestland fylke i västra Norge. Kommunen har fått namn efter halvön Stad. Centralort är tätorten Nordfjordeid.

## Administrativ historik
Stads kommun etablerades den 1 januari 2020 genom sammanslagning av de tidigare kommunerna Selje och Eid samt delar av dåvarande Vågsøy kommun (Totland, Bryggja och Maurstad).

### Vapen för tidigare kommuner inom den nuvarande kommunen

Eids kommun (1986–2019)
Selje kommun (1991–2019)
Vågsøy kommun (1987–2019)

## Tätorter
I Stads kommun finns sex tätorter:
- Bryggja
- Flatraket
- Mogrenda
- Nordfjordeid (centralort)
- Selje
- Torvika

Orten Leikanger har tidigare räknats som en tätort men uppfyller inte längre kriterierna.

## Socknar
Inom Norska kyrkan är Stads kommun indelad i sju socknar:
- Eids socken
- Erviks socken
- Kjølsdalens socken
- Leikangers socken
- Stårheims socken
- Selje socken
- Totlands socken

Socknarna ingår i Nordfjords prosteri i Bjørgvins stift.